# Letsch (Bergisch Gladbach)
Letsch ist ein Ortsteil im Stadtteil Refrath von Bergisch Gladbach.

## Geschichte
Für die heutige Straßenbezeichnung Im Letsch ist die gleichnamige alte Gewannenbezeichnung maßgebend, die im Urkataster nördlich von Vürfels verzeichnet ist. Zur Deutung des Flurnamens gibt es verschiedene Ansätze. Erstens wird Letsch als angeschwemmter und anschließend getrockneter Sand gedeutet. Danach bezöge sich die Flurbezeichnung auf die überall in Refrath anzutreffende Bodenbeschaffenheit. Zweitens ist Letsch auf das mittelhochdeutsche letze (= Hinderung, Hemmung, Schutzwehr, Grenzbefestigung) zurückzuführen und deutet auf eine Schutzanlage hin. Drittens könnte sich das Wort Letsch aus dem mundartlich-kölnischen Verb letsche (= glitschen, gleiten) gebildet haben, das in Etymologie zum mittelhochdeutschen lihte (= glatt) steht. Folglich würde es sich hier um ein schlüpfriges bzw. feucht-sumpfiges Gelände handeln.
Der Ort ist auf der Topographischen Aufnahme der Rheinlande von 1824 ohne Namen und auf der Preußischen Uraufnahme von 1840 als Latsch verzeichnet. Ab der Preußischen Neuaufnahme von 1892 ist er auf Messtischblättern regelmäßig als Letsch oder ohne Namen verzeichnet. Letsch gehörte ursprünglich zur Gemeinde Gronau in der Bürgermeisterei Gladbach und zum Kirchspiel Gladbach, kam aber durch einen Gebietstausch 1859 schließlich zur Bürgermeisterei Bensberg und zur Pfarre Refrath.
Aufgrund des Köln-Gesetzes wurde die Stadt Bensberg mit Wirkung zum 1. Januar 1975 mit Bergisch Gladbach zur Stadt Bergisch Gladbach zusammengeschlossen. Dabei wurde auch Letsch Teil von Bergisch Gladbach.
| Jahr | Einwohner | Wohn- gebäude | Kategorie | Politische / kirchliche Zugehörigkeit                |
| ---- | --------- | ------------- | --------- | ---------------------------------------------------- |
| 1822 | 22        |               | Hofstelle | Bürgermeisterei Gladbach, Kirchspiel Gladbach        |
| 1830 | 25        |               | Hofstelle | Bürgermeisterei Gladbach, Pfarrgemeinde Gladbach     |
| 1845 | 14        | 3             | Hofstelle | Bürgermeisterei Gladbach, Pfarre Gladbach            |
| 1895 | 11        | 3             | Wohnplatz | Bürgermeisterei Bensberg, Kirchspiel Refrath         |
| 1905 | 15        | 3             | Wohnplatz | Bürgermeisterei Bensberg, katholische Pfarre Refrath |